# Klavdia
Klavdia (griechisch Κλαυδιά, türkisch Klavya oder Alaniçi) ist ein Ort im Bezirk Larnaka in Zypern. Bei der letzten amtlichen Volkszählung im Jahr 2021 hatte der Ort 406 Einwohner.

## Lage

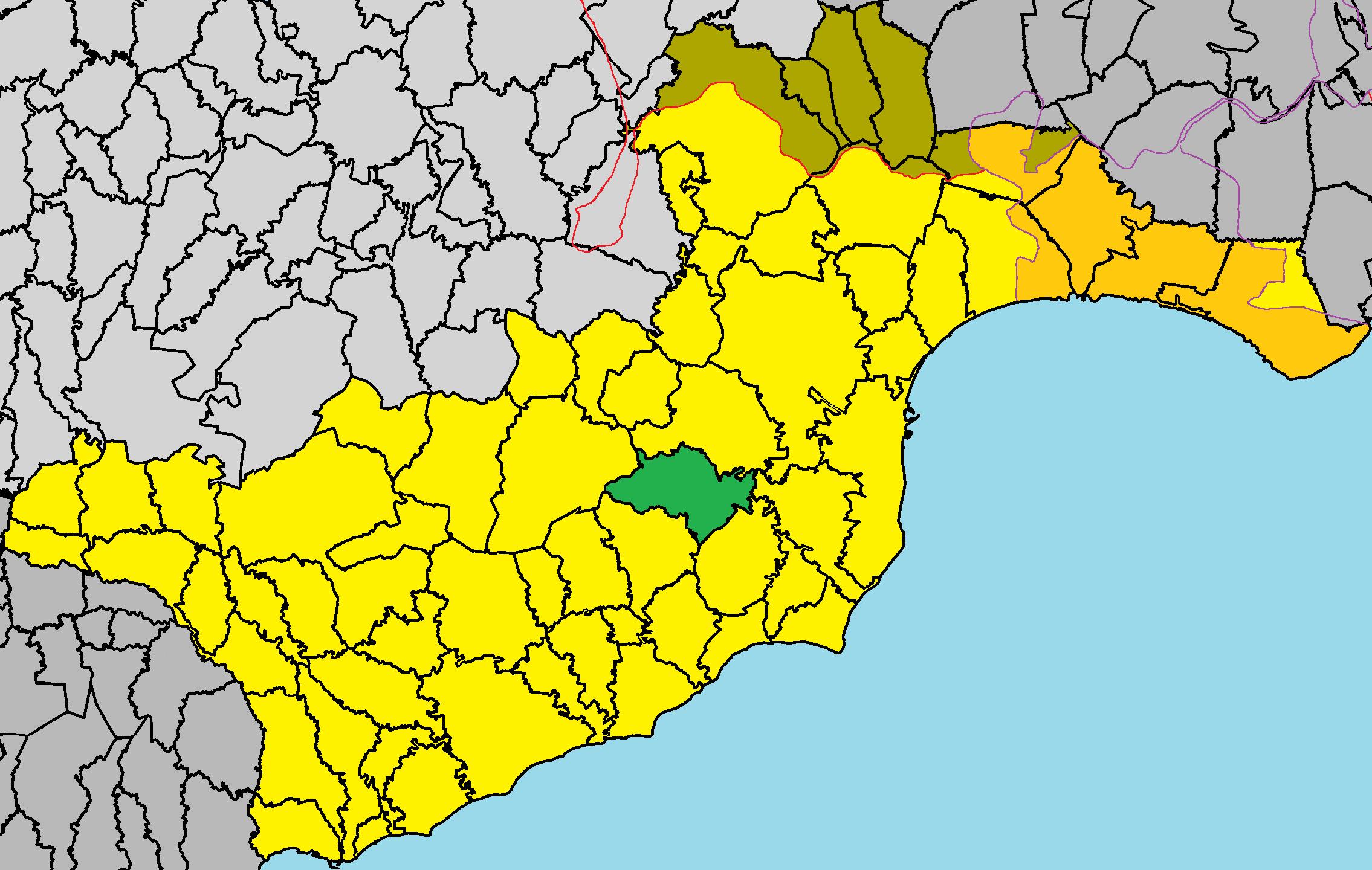
Lage der Gemeinde im Bezirk Larnaka

Klavdia liegt im Südosten der Insel Zypern auf 106 Metern Höhe, etwa 33 km südöstlich der Hauptstadt Nikosia, 8 km westlich von Larnaka und 46 km nordöstlich von Limassol.
Der Ort liegt etwa 9 km vom Mittelmeer entfernt im Küstenhinterland westlich der Bucht von Larnaka. Südöstlich liegt der Flughafen Larnaka, der wichtigste Flughafen der Insel.
Orte in der Umgebung sind Agia Anna und Kalo Chorio im Norden, die Stadt Larnaka im Osten, Dromolaxia, Kiti und Meneou im Südwesten, Tersefanou, Softades und Kivisili im Süden, Alethriko im Südwesten sowie Pyrga im Westen.

## Bevölkerungsentwicklung
Bis zur türkischen Besetzung Nordzyperns bestand die Bevölkerung fast ausschließlich aus Zyperntürken. Nach den Auseinandersetzungen wurden die meisten Bewohner nach Peristerona Pigi in Nordzypern umgesiedelt. Seitdem wird das Dorf von Zyperngriechen bewohnt, welche aus dem türkisch besetzten Nordteil hier angesiedelt wurden.
| Jahr                          | 1831 | 1891 | 1901 | 1911 | 1921 | 1931 | 1946 | 1960 | 1973 | 1976 | 1982 | 2001 | 2011  | 2021  |
| Einwohner                     | 56   | 201  | 263  | 281  | 329  | 411  | 518  | 524  | 757  | 393  | 700  | 448  | 427   | 406   |
| davon türkischstämmig         | 56   | 193  | 261  | 281  | 325  | 401  | 512  | 524  | 757  | 0    | 0    | 0    | k. A. | k. A. |
| Quelle: 1831–2001, 2011, 2021 |      |      |      |      |      |      |      |      |      |      |      |      |       |       |